# 有馬綾香
有馬 綾香（ありま あやか、1988年6月23日 - ）は、日本のモデル、女優、タレント、レースクイーン。愛知県出身。スリーライズ所属。愛称は、あやぱん。

## 略歴
小学生の頃から名古屋のタレント事務所に入り、ダンスを習い始め、短大時代はダンスチームを組んで活動していた。
短大卒業後は就職するも、わずか2か月で退職しニューヨークへ留学。その後ア・ライズプロモーションに所属しモデル、イベントコンパニオンとして活動を行ったが、2012年よりスリーライズに移籍し、中野綾香から「有馬綾香」に改名。同年、SUPER GTにて『PACIFIC FAIRIES』としてレースクイーンデビューする。
2012年10月より、アイドルユニット『REGIIIIINA!!』（当初は「REGINA」名義だった）としても活動。2015年5月4日に立花サキが卒業して以降は、同グループ解散（2016年6月）まで残る唯一のメンバーとなった。2019年4月現在、REGIIIIINA!!解散後もスリーライズに在籍し続けているのは彼女のみである。
日本レースクイーン大賞では、2013年度でファイナリスト5名の中に入り、2014年度ではテレビ東京賞と東京中日スポーツ賞をW受賞した。
2015年8月21日、東京オートサロンのイメージガール『A-class』の2016年度メンバーに選ばれる。
レースクイーン以外でも女優として舞台出演する等、活躍の幅を広げている。
2024年11月8日、結婚したことを自身のX（旧Twitter）にて報告した。

## 人物
- 趣味はヘアメイク、ネイルアート、温泉めぐり。特技はホルン、英会話。
- 兄が1人いる[6]。
- ア・ライズ時代の同僚だった戸崎奈津と仲が良く[7][8]、オートサロンなどのイベントで一緒になることもある[9]。

## 作品

### シングル
ドリフトエンジェルス
- make own（2013年4月24日） - EAN 4580327581094。

### アルバム
A-class
- TOKYO AUTOSALON 2016 presents EVOLUTION #12（オートサロン会場限定販売）
  - 曲名『Let's Get A Party Night!』『Jumpin' -2016 Version-』

## 出演

### レースクイーン歴
| 年     | カテゴリー                                                             | チーム名                                                                              | 備考 |
| ------ | ---------------------------------------------------------------------- | ------------------------------------------------------------------------------------- | --- |
| 2012年 | SUPER GT                                                               | PACIFIC FAIRIES                                                                       | |
| 2013年 | SUPER GT                                                               | PACIFIC FAIRIES                                                                       | |
| 2013年 | D1グランプリ                                                           | アップガレージ 「ドリフトエンジェルス」                                               | |
| 2014年 | SUPER GT                                                               | ZENT sweeties                                                                         | |
| 2015年 | SUPER GT                                                               | ZENT sweeties                                                                         | 歴代のsweetiesメンバーとしては、 最後の昭和生まれ（1988年（昭和63年）生）である（2017年現在）。                                       |
| 2015年 | スーパーフォーミュラ                                                   | LEVONO GIRLS                                                                          | 他メンバー：西村いちか、森園れん |
| 2016年 | GT asia アジアン・ル・マン・シリーズ                                   | Clearwater Racing レースクイーン                                                      | GT asiaでは千葉悠凪、 アジアン・ル・マンでは真田つばさと共演。                                                                        |
| 2017年 | レッドブル・エアレース・ワールドシリーズ2017年千葉大会（幕張海浜公園） | 「マイケル・グーリアン（No.99 チーム グーリアン）」チームガール（エアレースクイーン） | 他メンバー:林紗久羅、璃波、立花はる、引地裕美、太田麻美、宮越愛恵、河瀬杏美、村山久美、川崎あや、清瀬まち、森紗羅、藤木由貴、比良祐里 |
| 2018年 | SUPER GT                                                               | SYNTIUM CoolTech ANELA レースクイーン                                                 | 相方：愛川アヤノ |
| 2018年 | 全日本F3選手権                                                         | EXEDY RACING GIRLS                                                                    | 他メンバー：清瀬まち、あやきいく、藤宮あかり、央川かこ                                                                                |

### イベント
- 2010年9月 - 東京ゲームショウ「日本工学院ブース」
- 2011年12月 - 2012年2月：東京モーターショー、名古屋モーターショー、札幌モーターショー「MAZDAブース」
- 2012年9月 - 東京ゲームショウ「gloopsブース」
- 2013年11月 - 東京モーターショー「MAZDAブース」
- 2014年
  - 2月 - 札幌モーターショー「MAZDAブース」
  - 9月 - 東京ゲームショウ「GREEブース」
- 2017年9月 - 東京ゲームショウ2017「DMM GAMES」ブース（幕張メッセ）[注 3]
- 2018年2月 - 大阪オートメッセ「ダイハツブース」（インテックス大阪）[15]

#### 東京オートサロン出演歴
| 年度   | 出演ブース                | 備考                                                                       |
| ------ | ------------------------- | -------------------------------------------------------------------------- |
| 2011年 | 日本工学院                | 共演：前田真麻                                                             |
| 2012年 | Veilside                  | [ 9 ]                                                                      |
| 2013年 | avexキャンペーンガール    | 共演：桃香、三島ゆかり、岡咲翔子                                           |
| 2014年 | アップガレージ            | ドリフトエンジェルスとして出演                                             |
| 2015年 | avexキャンペーンガール    | 共演：立花サキ、坂植由梨子、水村リア                                       |
| 2016年 | イメージガール「A-class」 | 福岡カスタムカーショー、バンコク・インターナショナル・オートサロンにも出演 |
| 2017年 | C-WEST                    | 共演：千葉悠凪                                                             |
| 2018年 | ダイハツ                  | [ 19 ]                                                                     |

### テレビ番組
- P.S.愛してる!（中京テレビ放送）
- 今夜はアリエナイト（2013年10月 - 2014年3月、フジテレビ） - 立花サキと共演
- 温泉のフチ子（2014年6月 - 9月、TOKYO MX）
- どぅんつくぱ〜音楽の時間〜（2014年10月 - 、フジテレビ）
- 坂上忍 presents ボートレースのじかん（2014年11月 - 、日本レジャーチャンネル） - REGIIIIINA!!として

### 舞台
- VACAR ENTERTAINMENT「虚ろの姫と害獣の森」（2014年12月3日 - 7日、新宿村LIVE） - ウツロ役
- VACAR ENTERTAINMENT「僕と幻の物語「時の流れは加速する。」」（2015年11月3日 - 8日、シアターグリーン BOX in BOX THEATER） - 主演
- シザーブリッツ「ポセイドンの孫とYシャツと私」（2016年4月26日 - 5月1日、上野ストアハウス） - ヒロイン・里見渚役[20]
- 「楽屋〜流れ去るものはやがてなつかしき〜」（2016年9月16日 - 19日、中野・劇場MOMO）
- VACAR ENTERTAINMENT「レイと天使の住む数字。」（2016年11月23日 - 27日、シアターグリーン BIG TREE THEATER） - 時計の国の女王役[12]
- 朗読×音楽 なかがわ・なかがわ
  - 「きつねとるりの雨のおはなし」（2017年3月10日 - 12日、Half Moon Hall 下北沢）[21]
  - 「蓮とさよならカエルのおはなし」（2018年5月11日 - 13日、笹塚Blue-T）[22]
- SS企画「追放選挙」（2017年8月23日 - 27日、新宿・新宿村LIVE） - 姫野実乃璃 役
- BIG MOUTH CHICKEN「blank of WALTZ〜人間の中には2つのメロディーが流れている〜」（2017年12月6日 - 10日、中野ザ・ポケット） - ビブラ役[23][24]
- 「夢舞台 艶が〜る -弐宴 土方篇-」（2018年6月27日 - 7月1日、新宿村LIVE) - 夕霧大夫役[25]
- UDA☆MAP「沼田☆フォーエバー」（2018年7月25日 - 8月1日、池袋・シアターKASSAI） - ブルースカイ玲奈 役[26]
- カラスカ「高度ブルー」（2019年6月12日 - 17日、ウッディシアター中目黒） - 大門紗耶香 役
- フリスティーエンターテインメント×ZERO BEAT.「ノック・オーバー!!」（2019年9月24日 - 29日、ウッディーシアター中目黒） - 米倉紀香 役
- 三栄町LIVE×E-Stage Topia×ミネルヴァエージェンシー「MECHABETHメカベス」（2020年7月4日 - 9日、渋谷区文化総合センター大和田・伝承ホール） - 大神マリア 役[27]
- カラスカ短編作品ライブ配信「全国ウーマンパワー選手権」(2020年8月20日、配信のみ)ー静香 役
- カラスカ短編作品ライブ配信「真夏の太陽」(2020年8月21日、配信のみ)
- おかしな転生（2020年12月3日-6日、ラゾーナ川崎プラザソル）- アニエス 役

### パチンコ
- CRコマコマ倶楽部@エイジセレクト（2018年11月、豊丸産業）Around30 Cast